# María Azambuya
María Azambuya (Montevideo, 5 de octubre de 1944 - Montevideo, 26 de febrero de 2011) fue una actriz y directora de teatro uruguaya.

## Biografía
Egresó de la Escuela Municipal de Arte Dramático (EMAD) y en 1973 se integró al elenco del teatro El Galpón, donde representó más de cincuenta obras como actriz y fue directora y docente hasta su fallecimiento. Entre 1992 y 2010 fue docente de la Cátedra de Arte Escénico de Teatro Rioplatense y Latinoamericano de la EMAD.
Durante la dictadura cívico-militar (1973-1985) se exilió en México junto a la mayor parte del elenco del teatro El Galpón.
Actuó en obras como El avaro, de Molière (1973); Pluto, de Aristófanes (1974); Doña Ramona de Víctor Manuel Leites (1974); Voces de amor y lucha (creación colectiva representada en México en 1980); Artigas general del pueblo, de Milton Schinca y Rubén Yáñez (México, 1981); El patio de la Torcaza, de Carlos Maggi (1986); Rasga corazón, de Oduvaldo Vianna Filho (1988); ¡Ay, Carmela!, de José Sanchis Sinisterra (1990); El alma buena de Se-Chuan, de Bertolt Brecht; El prisionero de la Segunda Avenida, de Neil Simon; Luces de Bohemia, de Ramón del Valle Inclán, entre otras.
Dirigió Un hombre es un hombre de Brecht en 2008. Ese mismo año la obra ganó el premio Florencio a mejor elenco y estuvo nominada al Florencio a mejor espectáculo. También dirigió obras de teatro infantil y juvenil como Buscabichos, sobre relato de Julio César da Rosa; Tabaré; Te cuento un cuento...Perico; Las cuatro estaciones y otras obras como La Dorotea de Lope de Vega; Hasta el domingo de María Inés Falconi; Gota de agua de Chico Buarque y Paulo Pontes; entre otras.
En 2010 fue nominada al Florencio como mejor actriz por su papel en Agosto (Condado de Osage), de Tracy Letts, con la dirección de Héctor Guido.
Su último trabajo como actriz fue con el elenco de Montevideanas que integró durante todas sus temporadas, con dirección de Manuel González Gil.